# Izatha apodoxa
Izatha apodoxa là một loài bướm đêm thuộc họ Oecophoridae. Nó là loài đặc hữu của New Zealand, ở đó nó được tìm thấy ở scattered localities ở miền nam North Island.
Sải cánh dài 20.5–26.5 mm đối với con đực và khoảng 21 mm đối với con cái. Con trưởng thành bay vào tháng 12 and tháng 1.